# Эльстер, Людвиг
Людвиг Герман Александр Эльстер (нем. Ludwig Hermann Alexander Elster; 26 марта 1856, Франкфурт-на-Майне, Вольный город Франкфурт — 30 декабря 1935, Йена, Тюрингия) — немецкий экономист и педагог; доктор наук, почётный доктор Вроцлавского, Кильского и Мюнстерского университетов; являлся сторонником австрийской школы, проводил в своих работах идеи теории предельной полезности.

## Биография
Людвиг Эльстер родился 26 марта 1856 года во Франкфурте-на-Майне. Его отец, Карл Эльстер (нем. Carl Elster; 1826—1902), происходил из Брауншвейга и был сыном главного пекаря; он работал ганноверским дипломатом и представлял Ганновер в Бундестаге Германского союза. После рождения сыновей Карл Эльстер перешёл в 1866 году в частный сектор и стал председателем страховой компании «Teutonia» в городе Лейпциге. Мать Людвига Эльстера — Амалия (урожденная Нольте; нем. Amalie Nolte; 1829—1890), была дочерью главы ганноверской библиотечной службы.
Будучи ещё маленьким мальчиком, Людвиг получил частное обучение в Берлине, а позже, как и его младший брат Эрнст Эльстер, он посещал престижную среднюю Школу Святого Фомы в Лейпциге, успешная сдача экзаменов в которой в 1875 году открыла ему путь к университетскому образованию.
Людвиг Эльстер изучал юриспруденцию и экономику в университетах Геттингена, Лейпцига и Йены. Именно в Йене, под научным руководством экономиста Бруно Гильдебранда, Эльстер получил докторскую степень в 1878 году. В том же году он стал членом прусской государственной службы, когда он присоединился к Статистическому управлению города Берлина в качестве волонтера, продолжая заниматься в столичном университете. Воодушевленный своим наставником Иоганнесом Эрнстом Конрадом на дальнейшие исследования, Эльстер получил абилитацию (высшую степень) по экономике в Университете Галле.
В 1881 году в Оснабрюке Людвиг Герман Александр Эльстер женился на фрау Хелен (нем. Helene Thöle), дочери врача Августа Вильгельна Германа Генриха Теле (нем. August Wilheln Hermann Heinrich Thöle). Эльстер происходил из протестантской семьи, в то время как невеста была католичкой, но информации, что это стало большой проблемой в использованных источниках не найдено. В этом браке родились пятеро детей — два сына и три дочери.
После трех лет работы в качестве наставника младшего школьного уровня Эльстер в 1883 году начал читать лекции в Рейнско-Вестфальском техническом университете Ахена в Аахене; несмотря на его относительную молодость, он уже носил учёное звание профессор. В этом же году он стал профессором в Кёнигсбергском университете, где оставался до 1887 года, когда принял приглашение переехать в Бреслау (ныне Вроцлав, Польша). В Бреславском университете он занял должность профессора и преподавательскую кафедру в Nationalökonomie (букв. «прикладная политическая микроэкономика»), которую доктор Эльстер занимал в течение следующих десяти лет.
С 1897 по 1916 год служил в Министерстве религии, образования и медицины Пруссии, где постоянно призвал к углублённому изучению экономики и политэкономии путём создания новых исследовательских институтов и новых кафедр в уже существующих высших учебных заведениях.
В 1916 году Эльстер, почувствовав что уже не справляется с огромной нагрузкой в силу слабого здоровья и преклонного возраста, оставил службу в министерстве и переехал в Йену, где с 1922 года он занимал должность почётного профессора и иногда читал лекции по общественным наукам и экономике в местном университете.
Эльстер, вместе с Вильгельмом Лексисом, Конрадом и Лёнингом редактировал капитальный «Общественно-политический словарь» (нем. Handwörterbuch der Staatswissenschaften; Йена, 1889—1894).
Людвиг Эльстер также был одним из издателей и редакторов: «Handwörterbuch der Staatswissenschaften», «Jahrbücher für Nationalökonomie und Statistik», «Wörterbuch der Volkswirtschaft». Наиболее крупные работы учёного были посвящены отдельным прикладным экономическим вопросам: страхованию, сберегательным кассам и прочему; однако, согласно Большой советской энциклопедии, «значение Э. заключается гл. обр. в руководстве и выпуске вышеуказанных экономических ежегодников и справочников».
Доктор Людвиг Герман Александр Эльстер скончался 30 декабря 1935 года в городе Йене.
Заслуги учёного перед отечеством были отмечены прусскими орденами Короны и Красного орла (2-й степени).